# 拉哈斯 (古巴)
拉哈斯是古巴的城市，属西恩富戈斯省，距離聖克拉拉35公里，面積430平方公里，海拔高度75米，2004年人口22,602，人口密度為每平方公里52.6人。